# Eric Wrixon
Eric Wrixon (29 de junio de 1947 - 13 de julio de 2015) fue un músico de Belfast, Irlanda del Norte, miembro fundador de las bandas Them y Thin Lizzy.

## Carrera

### Inicios
A Wrixon se le ocurrió el nombre de la banda "Them", basado en la película de ciencia ficción Them! de 1954, pero como era menor de edad sus padres se negaron a firmar un contrato de grabación en su nombre y fue reemplazado en julio de 1964 antes de grabar con la banda. En agosto de 1965, había completado sus estudios y muy brevemente regresó a la agrupación.
Wrixon fue miembro del grupo de R&B The People. Dejó la banda a mediados de 1966 para unirse a otra banda de Belfast, The Wheels, con la que grabó el sencillo Kicks en agosto de 1966.

### Thin Lizzy y Them
En 1967 se mudó a Alemania con The Never Never Band y posteriormente se unió al grupo de pop irlandés The Trixons, que también lanzó varios sencillos a finales de la década de 1960. Renunció en 1969, cuando él y su compañero, el guitarrista Eric Bell, comenzaron a formar una nueva banda para presentarse en la escena musical de Dublín. El resultado a principios de 1970 fue Thin Lizzy, pero Wrixon se fue en julio de ese año por falta de dinero y regresó a Alemania.
Wrixon se unió brevemente a un reformado Them en Hamburgo, grabando el álbum de 1979 Shut Your Mouth, pero abandonando de nuevo antes de su gira promocional. En 1993 formó Them, The Belfast Blues Band, para realizar actuaciones en directo por toda Europa (incluyendo una gira en 1996). Más tarde Wrixon se mudó a Italia y realizó allí algunas giras. Wrixon murió el 13 de julio de 2015 en tierras italianas a la edad de 68 años.